# Interlands Nederlands voetbalelftal 2010-2019
Deze pagina toont een chronologisch en gedetailleerd overzicht van de interlands die het Nederlands voetbalelftal heeft gespeeld in de periode 2010 – 2019.

## Interlands

### 2010
|                                                              |                                               |       |                      |                                                                                    |
| 3 maart Vriendschappelijk № 688 «onderlinge duels» 20:45 uur | Nederland                                     | 2 – 1 | Verenigde Staten     | Amsterdam Arena, Amsterdam Toeschouwers: 46.630 Scheidsrechter: Cüneyt Çakır (TUR) |
| 3 maart Vriendschappelijk № 688 «onderlinge duels» 20:45 uur | Dirk Kuijt 40' (pen.) Klaas-Jan Huntelaar 73' |       | 89' Carlos Bocanegra | Amsterdam Arena, Amsterdam Toeschouwers: 46.630 Scheidsrechter: Cüneyt Çakır (TUR) |

|                                                             |                           |       |                      |                                                                                                   |
| 26 mei Vriendschappelijk № 689 «onderlinge duels» 19:00 uur | Nederland                 | 2 – 1 | Mexico               | Schwarzwald-Stadion, Freiburg im Breisgau Toeschouwers: 22.000 Scheidsrechter: Manuel Gräfe (GER) |
| 26 mei Vriendschappelijk № 689 «onderlinge duels» 19:00 uur | Robin van Persie 17', 41' |       | 74' Javier Hernández | Schwarzwald-Stadion, Freiburg im Breisgau Toeschouwers: 22.000 Scheidsrechter: Manuel Gräfe (GER) |

|                                                             |                                                                                         |       |                  |                                                                                            |
| 1 juni Vriendschappelijk № 690 «onderlinge duels» 20:30 uur | Nederland                                                                               | 4 – 1 | Ghana            | Stadion Feijenoord, Rotterdam Toeschouwers: 45.000 Scheidsrechter: Svein Oddvar Moen (NOR) |
| 1 juni Vriendschappelijk № 690 «onderlinge duels» 20:30 uur | Dirk Kuijt 30' Rafael van der Vaart 72' Wesley Sneijder 81' Robin van Persie 87' (pen.) |       | 78' Asamoah Gyan | Stadion Feijenoord, Rotterdam Toeschouwers: 45.000 Scheidsrechter: Svein Oddvar Moen (NOR) |

|                                                             | |       |                     |                                                                                     |
| 5 juni Vriendschappelijk № 691 «onderlinge duels» 14:00 uur | Nederland                                                                                          | 6 – 1 | Hongarije           | Amsterdam Arena, Amsterdam Toeschouwers: 45.000 Scheidsrechter: Florian Meyer (GER) |
| 5 juni Vriendschappelijk № 691 «onderlinge duels» 14:00 uur | Robin van Persie 21' Wesley Sneijder 55' Arjen Robben 64', 78' Mark van Bommel 71' Eljero Elia 74' |       | 6' Balázs Dzsudzsák | Amsterdam Arena, Amsterdam Toeschouwers: 45.000 Scheidsrechter: Florian Meyer (GER) |

| Wereldkampioenschap voetbal 2010 |
| -------------------------------- |

|                                                            |                                        |       |            |                                                                                      |
| 14 juni WK 2010 Groep E № 692 «onderlinge duels» 13:30 uur | Nederland                              | 2 – 0 | Denemarken | Soccer City, Johannesburg Toeschouwers: 83.465 Scheidsrechter: Stéphane Lannoy (FRA) |
| 14 juni WK 2010 Groep E № 692 «onderlinge duels» 13:30 uur | Daniel Agger 47' (e.d.) Dirk Kuijt 85' |       |            | Soccer City, Johannesburg Toeschouwers: 83.465 Scheidsrechter: Stéphane Lannoy (FRA) |

|                                                            |                     |       |       |                                                                                         |
| 19 juni WK 2010 Groep E № 693 «onderlinge duels» 12:30 uur | Nederland           | 1 – 0 | Japan | Moses Mabhidastadion, Durban Toeschouwers: 62.010 Scheidsrechter: Héctor Baldassi (ARG) |
| 19 juni WK 2010 Groep E № 693 «onderlinge duels» 12:30 uur | Wesley Sneijder 53' |       |       | Moses Mabhidastadion, Durban Toeschouwers: 62.010 Scheidsrechter: Héctor Baldassi (ARG) |

|                                                            |                         |       |                                              |                                                                                  |
| 24 juni WK 2010 Groep E № 694 «onderlinge duels» 20:30 uur | Kameroen                | 1 – 2 | Nederland                                    | Groenpuntstadion, Kaapstad Toeschouwers: 63.093 Scheidsrechter: Pablo Pozo (CHI) |
| 24 juni WK 2010 Groep E № 694 «onderlinge duels» 20:30 uur | Samuel Eto'o 65' (pen.) |       | 36' Robin van Persie 83' Klaas-Jan Huntelaar | Groenpuntstadion, Kaapstad Toeschouwers: 63.093 Scheidsrechter: Pablo Pozo (CHI) |

|                                                                   |                                      |       |                            |                                                                                         |
| 28 juni WK 2010 Achtste finale № 695 «onderlinge duels» 16:00 uur | Nederland                            | 2 – 1 | Slowakije                  | Moses Mabhidastadion, Durban Toeschouwers: 61.962 Scheidsrechter: Alberto Undiano (ESP) |
| 28 juni WK 2010 Achtste finale № 695 «onderlinge duels» 16:00 uur | Arjen Robben 18' Wesley Sneijder 84' |       | 90+4' (pen.) Róbert Vittek | Moses Mabhidastadion, Durban Toeschouwers: 61.962 Scheidsrechter: Alberto Undiano (ESP) |

|                                                               |                          |       |             | |
| 2 juli WK 2010 Kwartfinale № 696 «onderlinge duels» 16:00 uur | Nederland                | 2 – 1 | Brazilië    | Nelson Mandelabaaistadion, Port Elizabeth Toeschouwers: 40.186 Scheidsrechter: Yuichi Nishimura (JPN) |
| 2 juli WK 2010 Kwartfinale № 696 «onderlinge duels» 16:00 uur | Wesley Sneijder 54', 68' |       | 10' Robinho | Nelson Mandelabaaistadion, Port Elizabeth Toeschouwers: 40.186 Scheidsrechter: Yuichi Nishimura (JPN) |

|                                                                |                                            |       |                                                                   |                                                                                       |
| 6 juli WK 2010 Halve finale № 697 «onderlinge duels» 20:30 uur | Uruguay                                    | 2 – 3 | Nederland                                                         | Groenpuntstadion, Kaapstad Toeschouwers: 62.479 Scheidsrechter: Ravshan Irmatov (UZB) |
| 6 juli WK 2010 Halve finale № 697 «onderlinge duels» 20:30 uur | Diego Forlán 41' Maximiliano Pereira 90+2' |       | 18' Giovanni van Bronckhorst 70' Wesley Sneijder 73' Arjen Robben | Groenpuntstadion, Kaapstad Toeschouwers: 62.479 Scheidsrechter: Ravshan Irmatov (UZB) |

|                                                           |           |                     |        |                                                                                  |
| 11 juli WK 2010 Finale № 698 «onderlinge duels» 20:30 uur | Nederland | 0 – 1 (n.v.)        | Spanje | Soccer City, Johannesburg Toeschouwers: 84.490 Scheidsrechter: Howard Webb (ENG) |
| 11 juli WK 2010 Finale № 698 «onderlinge duels» 20:30 uur |           | 116' Andrés Iniesta |        | Soccer City, Johannesburg Toeschouwers: 84.490 Scheidsrechter: Howard Webb (ENG) |

|  |  |  |  |  |  |  |  |  |

|                                                                  |                      |       |                   |                                                                                |
| 11 augustus Vriendschappelijk № 699 «onderlinge duels» 20:00 uur | Oekraïne             | 1 – 1 | Nederland         | Donbas Arena, Donetsk Toeschouwers: 18.051 Scheidsrechter: Damir Skomina (SLO) |
| 11 augustus Vriendschappelijk № 699 «onderlinge duels» 20:00 uur | Oleksandr Alijev 75' |       | 73' Jeremain Lens | Donbas Arena, Donetsk Toeschouwers: 18.051 Scheidsrechter: Damir Skomina (SLO) |

|                                                                             |            |                                                                                  |           |                                                                                   |
| 3 september Kwalificatie EK 2012 Groep E № 700 «onderlinge duels» 20:30 uur | San Marino | 0 – 5                                                                            | Nederland | Stadio Olimpico, Serravalle Toeschouwers: 4.127 Scheidsrechter: Simon Evans (WAL) |
| 3 september Kwalificatie EK 2012 Groep E № 700 «onderlinge duels» 20:30 uur |            | 16' (pen.) Dirk Kuijt 38', 48', 67' Klaas-Jan Huntelaar 90' Ruud van Nistelrooij |           | Stadio Olimpico, Serravalle Toeschouwers: 4.127 Scheidsrechter: Simon Evans (WAL) |

|                                                                             |                                    |       |                     |                                                                                            |
| 7 september Kwalificatie EK 2012 Groep E № 701 «onderlinge duels» 20:30 uur | Nederland                          | 2 – 1 | Finland             | Stadion Feijenoord, Rotterdam Toeschouwers: 27.500 Scheidsrechter: Aleksej Nikolajev (RUS) |
| 7 september Kwalificatie EK 2012 Groep E № 701 «onderlinge duels» 20:30 uur | Klaas-Jan Huntelaar 7', 17' (pen.) |       | 18' Mikael Forssell | Stadion Feijenoord, Rotterdam Toeschouwers: 27.500 Scheidsrechter: Aleksej Nikolajev (RUS) |

|                                                                           |          |                         |           |                                                                                  |
| 8 oktober Kwalificatie EK 2012 Groep E № 702 «onderlinge duels» 20:30 uur | Moldavië | 0 – 1                   | Nederland | Zimbrustadion, Chisinau Toeschouwers: 10.500 Scheidsrechter: Florian Meyer (GER) |
| 8 oktober Kwalificatie EK 2012 Groep E № 702 «onderlinge duels» 20:30 uur |          | 37' Klaas-Jan Huntelaar |           | Zimbrustadion, Chisinau Toeschouwers: 10.500 Scheidsrechter: Florian Meyer (GER) |

|                                                                            |                                                      |       |                       |                                                                                       |
| 12 oktober Kwalificatie EK 2012 Groep E № 703 «onderlinge duels» 20:30 uur | Nederland                                            | 4 – 1 | Zweden                | Amsterdam Arena, Amsterdam Toeschouwers: 46.000 Scheidsrechter: Stéphane Lannoy (FRA) |
| 12 oktober Kwalificatie EK 2012 Groep E № 703 «onderlinge duels» 20:30 uur | Klaas-Jan Huntelaar 4', 55' Ibrahim Afellay 36', 59' |       | 69' Andreas Granqvist | Amsterdam Arena, Amsterdam Toeschouwers: 46.000 Scheidsrechter: Stéphane Lannoy (FRA) |

|                                                                  |                         |       |         |                                                                                     |
| 17 november Vriendschappelijk № 704 «onderlinge duels» 20:30 uur | Nederland               | 1 – 0 | Turkije | Amsterdam Arena, Amsterdam Toeschouwers: 35.500 Scheidsrechter: Viktor Kassai (HUN) |
| 17 november Vriendschappelijk № 704 «onderlinge duels» 20:30 uur | Klaas-Jan Huntelaar 52' |       |         | Amsterdam Arena, Amsterdam Toeschouwers: 35.500 Scheidsrechter: Viktor Kassai (HUN) |

### 2011
|                                                                 |                                                                   |       |                             |                                                                                   |
| 9 februari Vriendschappelijk № 705 «onderlinge duels» 20:30 uur | Nederland                                                         | 3 – 1 | Oostenrijk                  | Philips Stadion, Eindhoven Toeschouwers: 33.000 Scheidsrechter: Felix Brych (GER) |
| 9 februari Vriendschappelijk № 705 «onderlinge duels» 20:30 uur | Wesley Sneijder 28' Klaas-Jan Huntelaar 48' Dirk Kuijt 71' (pen.) |       | 84' (pen.) Marko Arnautović | Philips Stadion, Eindhoven Toeschouwers: 33.000 Scheidsrechter: Felix Brych (GER) |

|                                                                          |           |                                                                                 |           | |
| 25 maart Kwalificatie EK 2012 Groep E № 706 «onderlinge duels» 20:30 uur | Hongarije | 0 – 4                                                                           | Nederland | Ferenc Puskásstadion, Boedapest Toeschouwers: 23.817 Scheidsrechter: Carlos Velasco Carballo (ESP) |
| 25 maart Kwalificatie EK 2012 Groep E № 706 «onderlinge duels» 20:30 uur |           | 8' Rafael van der Vaart 44' Ibrahim Afellay 53' Dirk Kuijt 62' Robin van Persie |           | Ferenc Puskásstadion, Boedapest Toeschouwers: 23.817 Scheidsrechter: Carlos Velasco Carballo (ESP) |

|                                                                          |                                                                                       |       |                                         |                                                                                         |
| 29 maart Kwalificatie EK 2012 Groep E № 707 «onderlinge duels» 20:30 uur | Nederland                                                                             | 5 – 3 | Hongarije                               | Amsterdam Arena, Amsterdam Toeschouwers: 51.477 Scheidsrechter: Svein Oddvar Moen (NOR) |
| 29 maart Kwalificatie EK 2012 Groep E № 707 «onderlinge duels» 20:30 uur | Robin van Persie 13' Wesley Sneijder 60' Ruud van Nistelrooij 72' Dirk Kuijt 78', 81' |       | 46' Gergely Rudolf 50', 74' Zoltán Gera | Amsterdam Arena, Amsterdam Toeschouwers: 51.477 Scheidsrechter: Svein Oddvar Moen (NOR) |

|                                                             |          |       |           |                                                                                           |
| 4 juni Vriendschappelijk № 708 «onderlinge duels» 20:00 uur | Brazilië | 0 – 0 | Nederland | Estádio Serra Dourada, Goiânia Toeschouwers: 36.449 Scheidsrechter: Carlos Amarilla (PAR) |
| 4 juni Vriendschappelijk № 708 «onderlinge duels» 20:00 uur |          |       |           | Estádio Serra Dourada, Goiânia Toeschouwers: 36.449 Scheidsrechter: Carlos Amarilla (PAR) |

|                                                                                 |                                                                                 |       |                                                                       |                                                                                         |
| 8 juni Vriendschappelijk Copa Confraternidad № 709 «onderlinge duels» 14:30 uur | Uruguay                                                                         | 1 – 1 | Nederland                                                             | Estadio Centenario, Montevideo Toeschouwers: 50.000 Scheidsrechter: Néstor Pitana (ARG) |
| 8 juni Vriendschappelijk Copa Confraternidad № 709 «onderlinge duels» 14:30 uur | Luis Suárez 82'                                                                 |       | 90' Dirk Kuijt                                                        | Estadio Centenario, Montevideo Toeschouwers: 50.000 Scheidsrechter: Néstor Pitana (ARG) |
| 8 juni Vriendschappelijk Copa Confraternidad № 709 «onderlinge duels» 14:30 uur | Strafschoppen                                                                   |       |                                                                       | Estadio Centenario, Montevideo Toeschouwers: 50.000 Scheidsrechter: Néstor Pitana (ARG) |
| 8 juni Vriendschappelijk Copa Confraternidad № 709 «onderlinge duels» 14:30 uur | Edinson Cavani Abel Hernández Mauricio Victorino Nicolás Lodeiro Álvaro Pereira | 4 – 3 | Robin van Persie Stijn Schaars Luuk de Jong Eljero Elia John Heitinga | Estadio Centenario, Montevideo Toeschouwers: 50.000 Scheidsrechter: Néstor Pitana (ARG) |

|                                                                             | |        |            |                                                                                   |
| 2 september Kwalificatie EK 2012 Groep E № 710 «onderlinge duels» 20:30 uur | Nederland | 11 – 0 | San Marino | Philips Stadion, Eindhoven Toeschouwers: 35.000 Scheidsrechter: Liran Liany (ISR) |
| 2 september Kwalificatie EK 2012 Groep E № 710 «onderlinge duels» 20:30 uur | Robin van Persie 7', 65', 67', 79' Wesley Sneijder 12', 87' John Heitinga 17' Dirk Kuijt 49' Klaas-Jan Huntelaar 56', 77' Georginio Wijnaldum 89' |        |            | Philips Stadion, Eindhoven Toeschouwers: 35.000 Scheidsrechter: Liran Liany (ISR) |

|                                                                             |         |                                      |           |                                                                                  |
| 6 september Kwalificatie EK 2012 Groep E № 711 «onderlinge duels» 18:00 uur | Finland | 0 – 2                                | Nederland | Olympiastadion, Helsinki Toeschouwers: 21.580 Scheidsrechter: Manuel Gräfe (GER) |
| 6 september Kwalificatie EK 2012 Groep E № 711 «onderlinge duels» 18:00 uur |         | 29' Kevin Strootman 90' Luuk de Jong |           | Olympiastadion, Helsinki Toeschouwers: 21.580 Scheidsrechter: Manuel Gräfe (GER) |

|                                                                           |                         |       |          |                                                                                    |
| 7 oktober Kwalificatie EK 2012 Groep E № 712 «onderlinge duels» 20:30 uur | Nederland               | 1 – 0 | Moldavië | Stadion Feijenoord, Rotterdam Toeschouwers: 49.000 Scheidsrechter: Matej Jug (SLO) |
| 7 oktober Kwalificatie EK 2012 Groep E № 712 «onderlinge duels» 20:30 uur | Klaas-Jan Huntelaar 40' |       |          | Stadion Feijenoord, Rotterdam Toeschouwers: 49.000 Scheidsrechter: Matej Jug (SLO) |

|                                                                           |                                                          |       |                                        |                                                                                           |
| 7 oktober Kwalificatie EK 2012 Groep E № 713 «onderlinge duels» 20:15 uur | Zweden                                                   | 3 – 2 | Nederland                              | Råsunda Fotbollstadion, Stockholm Toeschouwers: 33.066 Scheidsrechter: Cüneyt Çakır (TUR) |
| 7 oktober Kwalificatie EK 2012 Groep E № 713 «onderlinge duels» 20:15 uur | Kim Källström 14' Sebastian Larsson 52' Ola Toivonen 53' |       | 23' Klaas-Jan Huntelaar 50' Dirk Kuijt | Råsunda Fotbollstadion, Stockholm Toeschouwers: 33.066 Scheidsrechter: Cüneyt Çakır (TUR) |

|                                                                  |           |       |             |                                                                                      |
| 11 november Vriendschappelijk № 714 «onderlinge duels» 20:30 uur | Nederland | 0 – 0 | Zwitserland | Amsterdam Arena, Amsterdam Toeschouwers: 50.000 Scheidsrechter: Jonas Eriksson (SWE) |
| 11 november Vriendschappelijk № 714 «onderlinge duels» 20:30 uur |           |       |             | Amsterdam Arena, Amsterdam Toeschouwers: 50.000 Scheidsrechter: Jonas Eriksson (SWE) |

|                                                                  |                                                     |       |           |                                                                               |
| 15 november Vriendschappelijk № 715 «onderlinge duels» 20:45 uur | Duitsland                                           | 3 – 0 | Nederland | Imtech Arena, Hamburg Toeschouwers: 51.500 Scheidsrechter: Cüneyt Çakır (TUR) |
| 15 november Vriendschappelijk № 715 «onderlinge duels» 20:45 uur | Thomas Müller 15' Miroslav Klose 26' Mesut Özil 66' |       |           | Imtech Arena, Hamburg Toeschouwers: 51.500 Scheidsrechter: Cüneyt Çakır (TUR) |

### 2012
|                                                                  |                                    |       |                                                 |                                                                                |
| 29 februari Vriendschappelijk № 716 «onderlinge duels» 21:00 uur | Engeland                           | 2 – 3 | Nederland                                       | Wembley Stadium, Londen Toeschouwers: 76.283 Scheidsrechter: Felix Brych (GER) |
| 29 februari Vriendschappelijk № 716 «onderlinge duels» 21:00 uur | Gary Cahill 85' Ashley Young 90+1' |       | 57', 90+3' Arjen Robben 58' Klaas-Jan Huntelaar | Wembley Stadium, Londen Toeschouwers: 76.283 Scheidsrechter: Felix Brych (GER) |

|                                                             |                      |       |                                                |                                                                                                  |
| 26 mei Vriendschappelijk № 717 «onderlinge duels» 19:00 uur | Nederland            | 1 – 2 | Bulgarije                                      | Amsterdam Arena, Amsterdam Toeschouwers: 45.000 Scheidsrechter: Fernando Teixeira Vitienes (ESP) |
| 26 mei Vriendschappelijk № 717 «onderlinge duels» 19:00 uur | Robin van Persie 45' |       | 49' (pen.) Ivelin Popov 90+3' Iliyan Mitsanski | Amsterdam Arena, Amsterdam Toeschouwers: 45.000 Scheidsrechter: Fernando Teixeira Vitienes (ESP) |

|                                                             |                                                  |       |           |                                                                                               |
| 30 mei Vriendschappelijk № 718 «onderlinge duels» 20:30 uur | Nederland                                        | 2 – 0 | Slowakije | Stadion Feijenoord, Rotterdam Toeschouwers: 51.000 Scheidsrechter: Vladislav Bezborodov (RUS) |
| 30 mei Vriendschappelijk № 718 «onderlinge duels» 20:30 uur | Kornel Saláta 7' (e.d.) Rafael van der Vaart 75' |       |           | Stadion Feijenoord, Rotterdam Toeschouwers: 51.000 Scheidsrechter: Vladislav Bezborodov (RUS) |

|                                                             |                                                                                             |       |               |                                                                                            |
| 2 juni Vriendschappelijk № 719 «onderlinge duels» 20:00 uur | Nederland                                                                                   | 6 – 0 | Noord-Ierland | Amsterdam Arena, Amsterdam Toeschouwers: 50.000 Scheidsrechter: Robert Schörgenhofer (AUT) |
| 2 juni Vriendschappelijk № 719 «onderlinge duels» 20:00 uur | Robin van Persie 11', 29' (pen.) Wesley Sneijder 15' Ibrahim Afellay 37', 51' Ron Vlaar 78' |       |               | Amsterdam Arena, Amsterdam Toeschouwers: 50.000 Scheidsrechter: Robert Schörgenhofer (AUT) |

| Europees kampioenschap voetbal 2012 |
| ----------------------------------- |

|                                                           |           |                         |            |                                                                                   |
| 9 juni EK 2012 Groep B № 720 «onderlinge duels» 19:00 uur | Nederland | 0 – 1                   | Denemarken | Metaliststadion, Charkiv Toeschouwers: 34.973 Scheidsrechter: Damir Skomina (SLO) |
| 9 juni EK 2012 Groep B № 720 «onderlinge duels» 19:00 uur |           | 24' Michael Krohn-Dehli |            | Metaliststadion, Charkiv Toeschouwers: 34.973 Scheidsrechter: Damir Skomina (SLO) |

|                                                            |                      |       |                      |                                                                                    |
| 13 juni EK 2012 Groep B № 721 «onderlinge duels» 20:45 uur | Duitsland            | 2 – 1 | Nederland            | Metaliststadion, Charkiv Toeschouwers: 37.750 Scheidsrechter: Jonas Eriksson (SWE) |
| 13 juni EK 2012 Groep B № 721 «onderlinge duels» 20:45 uur | Mario Gómez 24', 38' |       | 73' Robin van Persie | Metaliststadion, Charkiv Toeschouwers: 37.750 Scheidsrechter: Jonas Eriksson (SWE) |

|                                                            |                          |       |                            |                                                                                    |
| 17 juni EK 2012 Groep B № 722 «onderlinge duels» 20:45 uur | Nederland                | 1 – 2 | Portugal                   | Metaliststadion, Charkiv Toeschouwers: 37.445 Scheidsrechter: Nicola Rizzoli (ITA) |
| 17 juni EK 2012 Groep B № 722 «onderlinge duels» 20:45 uur | Rafael van der Vaart 11' |       | 28', 74' Cristiano Ronaldo | Metaliststadion, Charkiv Toeschouwers: 37.445 Scheidsrechter: Nicola Rizzoli (ITA) |

|  |  |  |  |  |  |  |  |  |

|                                                                  |                                                                              |       |                                              |                                                                                             |
| 15 augustus Vriendschappelijk № 723 «onderlinge duels» 20:45 uur | België                                                                       | 4 – 2 | Nederland                                    | Koning Boudewijnstadion, Brussel Toeschouwers: 50.000 Scheidsrechter: Martin Atkinson (ENG) |
| 15 augustus Vriendschappelijk № 723 «onderlinge duels» 20:45 uur | Christian Benteke 20' Dries Mertens 75' Romelu Lukaku 77' Jan Vertonghen 80' |       | 54' Luciano Narsingh 55' Klaas-Jan Huntelaar | Koning Boudewijnstadion, Brussel Toeschouwers: 50.000 Scheidsrechter: Martin Atkinson (ENG) |

|                                                                             |                                             |       |         |                                                                                               |
| 7 september Kwalificatie WK 2014 Groep D № 724 «onderlinge duels» 20:30 uur | Nederland                                   | 2 – 0 | Turkije | Amsterdam Arena, Amsterdam Toeschouwers: 49.500 Scheidsrechter: Carlos Velasco Carballo (ESP) |
| 7 september Kwalificatie WK 2014 Groep D № 724 «onderlinge duels» 20:30 uur | Robin van Persie 17' Luciano Narsingh 90+3' |       |         | Amsterdam Arena, Amsterdam Toeschouwers: 49.500 Scheidsrechter: Carlos Velasco Carballo (ESP) |

|                                                                              |                            |       |                                                                      |                                                                                          |
| 11 september Kwalificatie WK 2014 Groep D № 725 «onderlinge duels» 20:30 uur | Hongarije                  | 1 – 4 | Nederland                                                            | Ferenc Puskásstadion, Boedapest Toeschouwers: 22.700 Scheidsrechter: Pedro Proença (POR) |
| 11 september Kwalificatie WK 2014 Groep D № 725 «onderlinge duels» 20:30 uur | Balázs Dzsudzsák 6' (pen.) |       | 2', 52' Jeremain Lens 18' Bruno Martins Indi 73' Klaas-Jan Huntelaar | Ferenc Puskásstadion, Boedapest Toeschouwers: 22.700 Scheidsrechter: Pedro Proença (POR) |

|                                                                            |                                                                   |       |         |                                                                                            |
| 12 oktober Kwalificatie WK 2014 Groep D № 726 «onderlinge duels» 20:30 uur | Nederland                                                         | 3 – 0 | Andorra | Stadion Feijenoord, Rotterdam Toeschouwers: 38.000 Scheidsrechter: Aleksej Koelbakov (BLR) |
| 12 oktober Kwalificatie WK 2014 Groep D № 726 «onderlinge duels» 20:30 uur | Rafael van der Vaart 7' Klaas-Jan Huntelaar 15' Ruben Schaken 50' |       |         | Stadion Feijenoord, Rotterdam Toeschouwers: 38.000 Scheidsrechter: Aleksej Koelbakov (BLR) |

|                                                                            |                    |       |                                                                                         |                                                                                     |
| 16 oktober Kwalificatie WK 2014 Groep D № 727 «onderlinge duels» 20:30 uur | Roemenië           | 1 – 4 | Nederland                                                                               | Arena Națională, Boekarest Toeschouwers: 53.329 Scheidsrechter: Craig Thomson (SCO) |
| 16 oktober Kwalificatie WK 2014 Groep D № 727 «onderlinge duels» 20:30 uur | Ciprian Marica 40' |       | 9' Jeremain Lens 29' Bruno Martins Indi 45+2' Rafael van der Vaart 86' Robin van Persie | Arena Națională, Boekarest Toeschouwers: 53.329 Scheidsrechter: Craig Thomson (SCO) |

|                                                                  |           |       |           |                                                                                     |
| 14 november Vriendschappelijk № 728 «onderlinge duels» 20:30 uur | Nederland | 0 – 0 | Duitsland | Amsterdam Arena, Amsterdam Toeschouwers: 49.000 Scheidsrechter: Pedro Proença (POR) |
| 14 november Vriendschappelijk № 728 «onderlinge duels» 20:30 uur |           |       |           | Amsterdam Arena, Amsterdam Toeschouwers: 49.000 Scheidsrechter: Pedro Proença (POR) |

### 2013
|                                                                 |                   |       |                      |                                                                                    |
| 6 februari Vriendschappelijk № 729 «onderlinge duels» 20:30 uur | Nederland         | 1 – 1 | Italië               | Amsterdam Arena, Amsterdam Toeschouwers: 45.000 Scheidsrechter: Cüneyt Çakır (TUR) |
| 6 februari Vriendschappelijk № 729 «onderlinge duels» 20:30 uur | Jeremain Lens 33' |       | 90+1' Marco Verratti | Amsterdam Arena, Amsterdam Toeschouwers: 45.000 Scheidsrechter: Cüneyt Çakır (TUR) |

|                                                                          |                                                                 |       |         |                                                                                      |
| 22 maart Kwalificatie WK 2014 Groep D № 730 «onderlinge duels» 20:30 uur | Nederland                                                       | 3 – 0 | Estland | Amsterdam Arena, Amsterdam Toeschouwers: 48.675 Scheidsrechter: Vitali Mesjkov (RUS) |
| 22 maart Kwalificatie WK 2014 Groep D № 730 «onderlinge duels» 20:30 uur | Rafael van der Vaart 47' Robin van Persie 72' Ruben Schaken 84' |       |         | Amsterdam Arena, Amsterdam Toeschouwers: 48.675 Scheidsrechter: Vitali Mesjkov (RUS) |

|                                                                          |                                                                               |       |          |                                                                                        |
| 26 maart Kwalificatie WK 2014 Groep D № 731 «onderlinge duels» 20:30 uur | Nederland                                                                     | 4 – 0 | Roemenië | Amsterdam Arena, Amsterdam Toeschouwers: 47.496 Scheidsrechter: Mark Clattenburg (ENG) |
| 26 maart Kwalificatie WK 2014 Groep D № 731 «onderlinge duels» 20:30 uur | Rafael van der Vaart 12' Robin van Persie 56', 65' (pen.) Jeremain Lens 90+1' |       |          | Amsterdam Arena, Amsterdam Toeschouwers: 47.496 Scheidsrechter: Mark Clattenburg (ENG) |

|                                                             |           |                                        |           | |
| 7 juni Vriendschappelijk № 732 «onderlinge duels» 20:30 uur | Indonesië | 0 – 3                                  | Nederland | Gelora Bung Karnostadion, Jakarta Toeschouwers: 80.000 Scheidsrechter: Nagor Amir bin Noor Mohamed (MAS) |
| 7 juni Vriendschappelijk № 732 «onderlinge duels» 20:30 uur |           | 57', 67' Siem de Jong 90' Arjen Robben |           | Gelora Bung Karnostadion, Jakarta Toeschouwers: 80.000 Scheidsrechter: Nagor Amir bin Noor Mohamed (MAS) |

|                                                              |       |                                                 |           |                                                                                  |
| 11 juni Vriendschappelijk № 733 «onderlinge duels» 20:00 uur | China | 0 – 2                                           | Nederland | Arbeidersstadion, Beijing Toeschouwers: 35.000 Scheidsrechter: Chris Beath (AUS) |
| 11 juni Vriendschappelijk № 733 «onderlinge duels» 20:00 uur |       | 11' (pen.) Robin van Persie 66' Wesley Sneijder |           | Arbeidersstadion, Beijing Toeschouwers: 35.000 Scheidsrechter: Chris Beath (AUS) |

|                                                                  |                       |       |                     |                                                                                   |
| 14 augustus Vriendschappelijk № 734 «onderlinge duels» 20:30 uur | Portugal              | 1 – 1 | Nederland           | Estádio Algarve, Loulé Toeschouwers: 29.021 Scheidsrechter: Paolo Mazzoleni (ITA) |
| 14 augustus Vriendschappelijk № 734 «onderlinge duels» 20:30 uur | Cristiano Ronaldo 87' |       | 17' Kevin Strootman | Estádio Algarve, Loulé Toeschouwers: 29.021 Scheidsrechter: Paolo Mazzoleni (ITA) |

|                                                                             |                               |       |                                               |                                                                                   |
| 6 september Kwalificatie WK 2014 Groep D № 735 «onderlinge duels» 20:30 uur | Estland                       | 2 – 2 | Nederland                                     | A. Le Coq Arena, Tallinn Toeschouwers: 10.210 Scheidsrechter: Sergiej Bojko (UKR) |
| 6 september Kwalificatie WK 2014 Groep D № 735 «onderlinge duels» 20:30 uur | Konstantin Vassiljev 18', 57' |       | 2' Arjen Robben 90+4' (pen.) Robin van Persie | A. Le Coq Arena, Tallinn Toeschouwers: 10.210 Scheidsrechter: Sergiej Bojko (UKR) |

|                                                                              |         |                           |           | |
| 10 september Kwalificatie WK 2014 Groep D № 736 «onderlinge duels» 20:30 uur | Andorra | 0 – 2                     | Nederland | Estadi Comunal d'Andorra la Vella, Andorra la Vella Toeschouwers: 843 Scheidsrechter: Ante Vučemilović-Šimunović (CRO) |
| 10 september Kwalificatie WK 2014 Groep D № 736 «onderlinge duels» 20:30 uur |         | 49', 53' Robin van Persie |           | Estadi Comunal d'Andorra la Vella, Andorra la Vella Toeschouwers: 843 Scheidsrechter: Ante Vučemilović-Šimunović (CRO) |

|                                                                            | |       |                             |                                                                                       |
| 11 oktober Kwalificatie WK 2014 Groep D № 737 «onderlinge duels» 20:30 uur | Nederland | 8 – 1 | Hongarije                   | Amsterdam Arena, Amsterdam Toeschouwers: 52.027 Scheidsrechter: Martin Atkinson (ENG) |
| 11 oktober Kwalificatie WK 2014 Groep D № 737 «onderlinge duels» 20:30 uur | Robin van Persie 16', 44', 53' Kevin Strootman 25' Jeremain Lens 38' Szilárd Devecseri 65' (e.d.) Rafael van der Vaart 86' Arjen Robben 90' |       | 47' (pen.) Balázs Dzsudzsák | Amsterdam Arena, Amsterdam Toeschouwers: 52.027 Scheidsrechter: Martin Atkinson (ENG) |

|                                                                            |         |                                     |           |                                                                                                  |
| 15 oktober Kwalificatie WK 2014 Groep D № 738 «onderlinge duels» 21:00 uur | Turkije | 0 – 2                               | Nederland | Şükrü Saracoğlustadion, Istanbul Toeschouwers: 41.814 Scheidsrechter: Olegário Benquerença (POR) |
| 15 oktober Kwalificatie WK 2014 Groep D № 738 «onderlinge duels» 21:00 uur |         | 8' Arjen Robben 47' Wesley Sneijder |           | Şükrü Saracoğlustadion, Istanbul Toeschouwers: 41.814 Scheidsrechter: Olegário Benquerença (POR) |

|                                                                  |                                           |       |                                  |                                                                               |
| 16 november Vriendschappelijk № 739 «onderlinge duels» 12:15 uur | Nederland                                 | 2 – 2 | Japan                            | Cristal Arena, Genk Toeschouwers: 13.616 Scheidsrechter: Serge Gumienny (BEL) |
| 16 november Vriendschappelijk № 739 «onderlinge duels» 12:15 uur | Rafael van der Vaart 13' Arjen Robben 39' |       | 44' Yuya Osako 60' Keisuke Honda | Cristal Arena, Genk Toeschouwers: 13.616 Scheidsrechter: Serge Gumienny (BEL) |

|                                                                  |           |       |          |                                                                                     |
| 19 november Vriendschappelijk № 740 «onderlinge duels» 20:30 uur | Nederland | 0 – 0 | Colombia | Amsterdam Arena, Amsterdam Toeschouwers: 53.000 Scheidsrechter: Florian Meyer (GER) |
| 19 november Vriendschappelijk № 740 «onderlinge duels» 20:30 uur |           |       |          | Amsterdam Arena, Amsterdam Toeschouwers: 53.000 Scheidsrechter: Florian Meyer (GER) |

### 2014
|                                                              |                                      |       |           |                                                                                         |
| 5 maart Vriendschappelijk № 741 «onderlinge duels» 21:00 uur | Frankrijk                            | 2 – 0 | Nederland | Stade de France, Saint-Denis Toeschouwers: 78.292 Scheidsrechter: Martin Atkinson (ENG) |
| 5 maart Vriendschappelijk № 741 «onderlinge duels» 21:00 uur | Karim Benzema 32' Blaise Matuidi 41' |       |           | Stade de France, Saint-Denis Toeschouwers: 78.292 Scheidsrechter: Martin Atkinson (ENG) |

|                                                             |                      |       |                      |                                                                                      |
| 17 mei Vriendschappelijk № 742 «onderlinge duels» 20:30 uur | Nederland            | 1 – 1 | Ecuador              | Amsterdam Arena, Amsterdam Toeschouwers: 51.000 Scheidsrechter: Pavel Královec (CZE) |
| 17 mei Vriendschappelijk № 742 «onderlinge duels» 20:30 uur | Robin van Persie 37' |       | 9' Jefferson Montero | Amsterdam Arena, Amsterdam Toeschouwers: 51.000 Scheidsrechter: Pavel Královec (CZE) |

|                                                             |                     |       |       |                                                                                        |
| 31 mei Vriendschappelijk № 743 «onderlinge duels» 20:30 uur | Nederland           | 1 – 0 | Ghana | Stadion Feijenoord, Rotterdam Toeschouwers: 48.000 Scheidsrechter: Carlos Xistra (POR) |
| 31 mei Vriendschappelijk № 743 «onderlinge duels» 20:30 uur | Robin van Persie 5' |       |       | Stadion Feijenoord, Rotterdam Toeschouwers: 48.000 Scheidsrechter: Carlos Xistra (POR) |

|                                                             |                                    |       |       |                                                                                       |
| 4 juni Vriendschappelijk № 744 «onderlinge duels» 20:30 uur | Nederland                          | 2 – 0 | Wales | Amsterdam Arena, Amsterdam Toeschouwers: 51.000 Scheidsrechter: Bülent Yıldırım (TUR) |
| 4 juni Vriendschappelijk № 744 «onderlinge duels» 20:30 uur | Arjen Robben 32' Jeremain Lens 76' |       |       | Amsterdam Arena, Amsterdam Toeschouwers: 51.000 Scheidsrechter: Bülent Yıldırım (TUR) |

| Wereldkampioenschap voetbal 2014 |
| -------------------------------- |

|                                                            |                        |       |                                                                    |                                                                                               |
| 13 juni WK 2014 Groep B № 745 «onderlinge duels» 21:00 uur | Spanje                 | 1 – 5 | Nederland                                                          | Itaipava Arena Fonte Nova, Salvador Toeschouwers: 48.173 Scheidsrechter: Nicola Rizzoli (ITA) |
| 13 juni WK 2014 Groep B № 745 «onderlinge duels» 21:00 uur | Xabi Alonso 27' (pen.) |       | 44', 72' Robin van Persie 53', 80' Arjen Robben 65' Stefan de Vrij | Itaipava Arena Fonte Nova, Salvador Toeschouwers: 48.173 Scheidsrechter: Nicola Rizzoli (ITA) |

|                                                            |                                        |       |                                                         |                                                                                            |
| 18 juni WK 2014 Groep B № 746 «onderlinge duels» 13:00 uur | Australië                              | 2 – 3 | Nederland                                               | Estádio Beira-Rio, Porto Alegre Toeschouwers: 42.877 Scheidsrechter: Djamel Haimoudi (ALG) |
| 18 juni WK 2014 Groep B № 746 «onderlinge duels» 13:00 uur | Tim Cahill 21' Mile Jedinak 54' (pen.) |       | 20' Arjen Robben 58' Robin van Persie 68' Memphis Depay | Estádio Beira-Rio, Porto Alegre Toeschouwers: 42.877 Scheidsrechter: Djamel Haimoudi (ALG) |

|                                                            |                                   |       |       |                                                                                         |
| 23 juni WK 2014 Groep B № 747 «onderlinge duels» 13:00 uur | Nederland                         | 2 – 0 | Chili | Arena de São Paulo, São Paulo Toeschouwers: 62.996 Scheidsrechter: Bakary Gassama (GAM) |
| 23 juni WK 2014 Groep B № 747 «onderlinge duels» 13:00 uur | Leroy Fer 77' Memphis Depay 90+2' |       |       | Arena de São Paulo, São Paulo Toeschouwers: 62.996 Scheidsrechter: Bakary Gassama (GAM) |

|                                                                   |                                                      |       |                        |                                                                              |
| 29 juni WK 2014 Achtste finale № 748 «onderlinge duels» 13:00 uur | Nederland                                            | 2 – 1 | Mexico                 | Castelão, Fortaleza Toeschouwers: 58.817 Scheidsrechter: Pedro Proença (POR) |
| 29 juni WK 2014 Achtste finale № 748 «onderlinge duels» 13:00 uur | Wesley Sneijder 88' Klaas-Jan Huntelaar 90+4' (pen.) |       | 48' Giovani dos Santos | Castelão, Fortaleza Toeschouwers: 58.817 Scheidsrechter: Pedro Proença (POR) |

|                                                               |                                                          |              |                                                                            |                                                                                       |
| 5 juli WK 2014 Kwartfinale № 749 «onderlinge duels» 17:00 uur | Nederland                                                | 0 – 0 (n.v.) | Costa Rica                                                                 | Arena Fonte Nova, Salvador Toeschouwers: 51.179 Scheidsrechter: Ravshan Irmatov (UZB) |
| 5 juli WK 2014 Kwartfinale № 749 «onderlinge duels» 17:00 uur |                                                          |              |                                                                            | Arena Fonte Nova, Salvador Toeschouwers: 51.179 Scheidsrechter: Ravshan Irmatov (UZB) |
| 5 juli WK 2014 Kwartfinale № 749 «onderlinge duels» 17:00 uur | Strafschoppen                                            |              |                                                                            | Arena Fonte Nova, Salvador Toeschouwers: 51.179 Scheidsrechter: Ravshan Irmatov (UZB) |
| 5 juli WK 2014 Kwartfinale № 749 «onderlinge duels» 17:00 uur | Robin van Persie Arjen Robben Wesley Sneijder Dirk Kuijt | 4 – 3        | Celso Borges Bryan Ruiz Giancarlo González Christian Bolaños Michael Umaña | Arena Fonte Nova, Salvador Toeschouwers: 51.179 Scheidsrechter: Ravshan Irmatov (UZB) |

|                                                                |                                                   |              |                                                          |                                                                                                |
| 9 juli WK 2014 Halve finale № 750 «onderlinge duels» 17:00 uur | Nederland                                         | 0 – 0 (n.v.) | Argentinië                                               | Novo Estádio do Corinthians, São Paulo Toeschouwers: 63.267 Scheidsrechter: Cüneyt Çakır (TUR) |
| 9 juli WK 2014 Halve finale № 750 «onderlinge duels» 17:00 uur |                                                   |              |                                                          | Novo Estádio do Corinthians, São Paulo Toeschouwers: 63.267 Scheidsrechter: Cüneyt Çakır (TUR) |
| 9 juli WK 2014 Halve finale № 750 «onderlinge duels» 17:00 uur | Strafschoppen                                     |              |                                                          | Novo Estádio do Corinthians, São Paulo Toeschouwers: 63.267 Scheidsrechter: Cüneyt Çakır (TUR) |
| 9 juli WK 2014 Halve finale № 750 «onderlinge duels» 17:00 uur | Ron Vlaar Arjen Robben Wesley Sneijder Dirk Kuijt | 2 – 4        | Lionel Messi Ezequiel Garay Sergio Agüero Maxi Rodríguez | Novo Estádio do Corinthians, São Paulo Toeschouwers: 63.267 Scheidsrechter: Cüneyt Çakır (TUR) |

|                                                                 |          |                                                                      |           |                                                                                                   |
| 12 juli WK 2014 Troostfinale № 751 «onderlinge duels» 17:00 uur | Brazilië | 0 – 3                                                                | Nederland | Estádio Nacional de Brasília, Brasilia Toeschouwers: 68.034 Scheidsrechter: Djamel Haimoudi (ALG) |
| 12 juli WK 2014 Troostfinale № 751 «onderlinge duels» 17:00 uur |          | 3' (pen.) Robin van Persie 17' Daley Blind 90+1' Georginio Wijnaldum |           | Estádio Nacional de Brasília, Brasilia Toeschouwers: 68.034 Scheidsrechter: Djamel Haimoudi (ALG) |

|  |  |  |  |  |  |  |  |  |

|                                                                  |                                              |       |           |                                                                                    |
| 4 september Vriendschappelijk № 752 «onderlinge duels» 20:30 uur | Italië                                       | 2 – 0 | Nederland | Stadio San Nicola, Bari Toeschouwers: 48.000 Scheidsrechter: Sergej Karasjov (RUS) |
| 4 september Vriendschappelijk № 752 «onderlinge duels» 20:30 uur | Ciro Immobile 3' Daniele De Rossi 10' (pen.) |       |           | Stadio San Nicola, Bari Toeschouwers: 48.000 Scheidsrechter: Sergej Karasjov (RUS) |

|                                                                             |                                     |       |                    |                                                                                  |
| 9 september Kwalificatie EK 2016 Groep A № 753 «onderlinge duels» 20:45 uur | Tsjechië                            | 2 – 1 | Nederland          | Generali Arena, Praag Toeschouwers: 17.946 Scheidsrechter: Gianluca Rocchi (ITA) |
| 9 september Kwalificatie EK 2016 Groep A № 753 «onderlinge duels» 20:45 uur | Bořek Dočkal 21' Václav Pilař 90+1' |       | 55' Stefan de Vrij | Generali Arena, Praag Toeschouwers: 17.946 Scheidsrechter: Gianluca Rocchi (ITA) |

|                                                                            |                                                                         |       |                   |                                                                                 |
| 10 oktober Kwalificatie EK 2016 Groep A № 754 «onderlinge duels» 20:45 uur | Nederland                                                               | 3 – 1 | Kazachstan        | Amsterdam Arena, Amsterdam Toeschouwers: 47.500 Scheidsrechter: Matej Jug (SLO) |
| 10 oktober Kwalificatie EK 2016 Groep A № 754 «onderlinge duels» 20:45 uur | Klaas-Jan Huntelaar 62' Ibrahim Afellay 82' Robin van Persie 89' (pen.) |       | 17' Rinat Abdulin | Amsterdam Arena, Amsterdam Toeschouwers: 47.500 Scheidsrechter: Matej Jug (SLO) |

|                                                                            |                                  |       |           |                                                                                      |
| 13 oktober Kwalificatie EK 2016 Groep A № 755 «onderlinge duels» 20:45 uur | IJsland                          | 2 – 0 | Nederland | Laugardalsvöllur, Reykjavik Toeschouwers: 9.760 Scheidsrechter: Carlos Velasco (ESP) |
| 13 oktober Kwalificatie EK 2016 Groep A № 755 «onderlinge duels» 20:45 uur | Gylfi Sigurðsson 10' (pen.), 42' |       |           | Laugardalsvöllur, Reykjavik Toeschouwers: 9.760 Scheidsrechter: Carlos Velasco (ESP) |

|                                                                  |                                     |       |                                          |                                                                                        |
| 12 november Vriendschappelijk № 756 «onderlinge duels» 20:30 uur | Nederland                           | 2 – 3 | Mexico                                   | Amsterdam Arena, Amsterdam Toeschouwers: 35.000 Scheidsrechter: Szymon Marciniak (POL) |
| 12 november Vriendschappelijk № 756 «onderlinge duels» 20:30 uur | Wesley Sneijder 49' Daley Blind 74' |       | 8', 62' Carlos Vela 69' Javier Hernández | Amsterdam Arena, Amsterdam Toeschouwers: 35.000 Scheidsrechter: Szymon Marciniak (POL) |

|                                                                             |                                                                                          |       |         |                                                                                   |
| 16 november Kwalificatie EK 2016 Groep A № 757 «onderlinge duels» 18:00 uur | Nederland                                                                                | 6 – 0 | Letland | Amsterdam Arena, Amsterdam Toeschouwers: 47.500 Scheidsrechter: Liran Liany (ISR) |
| 16 november Kwalificatie EK 2016 Groep A № 757 «onderlinge duels» 18:00 uur | Robin van Persie 6' Arjen Robben 35', 82' Klaas-Jan Huntelaar 42', 89' Jeffrey Bruma 78' |       |         | Amsterdam Arena, Amsterdam Toeschouwers: 47.500 Scheidsrechter: Liran Liany (ISR) |

### 2015
|                                                                          |                           |       |                  |                                                                                   |
| 28 maart Kwalificatie EK 2016 Groep A № 758 «onderlinge duels» 20:45 uur | Nederland                 | 1 – 1 | Turkije          | Amsterdam Arena, Amsterdam Toeschouwers: 49.500 Scheidsrechter: Felix Brych (GER) |
| 28 maart Kwalificatie EK 2016 Groep A № 758 «onderlinge duels» 20:45 uur | Klaas-Jan Huntelaar 90+2' |       | 37' Burak Yılmaz | Amsterdam Arena, Amsterdam Toeschouwers: 49.500 Scheidsrechter: Felix Brych (GER) |

|                                                               |                                      |       |        |                                                                                      |
| 31 maart Vriendschappelijk № 759 «onderlinge duels» 20:45 uur | Nederland                            | 2 – 0 | Spanje | Amsterdam Arena, Amsterdam Toeschouwers: 51.500 Scheidsrechter: William Collum (SCO) |
| 31 maart Vriendschappelijk № 759 «onderlinge duels» 20:45 uur | Stefan de Vrij 13' Davy Klaassen 16' |       |        | Amsterdam Arena, Amsterdam Toeschouwers: 51.500 Scheidsrechter: William Collum (SCO) |

|                                                             |                                                |       |                                                                             |                                                                                            |
| 5 juni Vriendschappelijk № 760 «onderlinge duels» 20:30 uur | Nederland                                      | 3 – 4 | Verenigde Staten                                                            | Amsterdam Arena, Amsterdam Toeschouwers: 43.000 Scheidsrechter: Martin Strömbergsson (SWE) |
| 5 juni Vriendschappelijk № 760 «onderlinge duels» 20:30 uur | Klaas-Jan Huntelaar 27', 49' Memphis Depay 53' |       | 33' Gyasi Zardes 70' John Anthony Brooks 88' Daniel Williams 90' Bobby Wood | Amsterdam Arena, Amsterdam Toeschouwers: 43.000 Scheidsrechter: Martin Strömbergsson (SWE) |

|                                                                         |         |                                              |           |                                                                                 |
| 12 juni Kwalificatie EK 2016 Groep A № 761 «onderlinge duels» 20:45 uur | Letland | 0 – 2                                        | Nederland | Skontostadion, Riga Toeschouwers: 8.087 Scheidsrechter: Svein Oddvar Moen (NOR) |
| 12 juni Kwalificatie EK 2016 Groep A № 761 «onderlinge duels» 20:45 uur |         | 67' Georginio Wijnaldum 71' Luciano Narsingh |           | Skontostadion, Riga Toeschouwers: 8.087 Scheidsrechter: Svein Oddvar Moen (NOR) |

|                                                                     |           |                             |         |                                                                                     |
| 3 september Kwalificatie EK 2016 № 762 «onderlinge duels» 20:45 uur | Nederland | 0 – 1                       | IJsland | Amsterdam Arena, Amsterdam Toeschouwers: 50.275 Scheidsrechter: Milorad Mažić (SRB) |
| 3 september Kwalificatie EK 2016 № 762 «onderlinge duels» 20:45 uur |           | 51' (pen.) Gylfi Sigurðsson |         | Amsterdam Arena, Amsterdam Toeschouwers: 50.275 Scheidsrechter: Milorad Mažić (SRB) |

|                                                                             |                                                    |       |           | |
| 6 september Kwalificatie EK 2016 Groep A № 763 «onderlinge duels» 18:00 uur | Turkije                                            | 3 – 0 | Nederland | Konya Büyükşehir Torku Arena, Konya Toeschouwers: 41.000 Scheidsrechter: Antonio Mateu Lahoz (ESP) |
| 6 september Kwalificatie EK 2016 Groep A № 763 «onderlinge duels» 18:00 uur | Oğuzhan Özyakup 8' Arda Turan 26' Burak Yılmaz 85' |       |           | Konya Büyükşehir Torku Arena, Konya Toeschouwers: 41.000 Scheidsrechter: Antonio Mateu Lahoz (ESP) |

|                                                                            |                     |       |                                             |                                                                                |
| 10 oktober Kwalificatie EK 2016 Groep A № 764 «onderlinge duels» 18:00 uur | Kazachstan          | 1 – 2 | Nederland                                   | Astana Arena, Astana Toeschouwers: 20.716 Scheidsrechter: Clément Turpin (FRA) |
| 10 oktober Kwalificatie EK 2016 Groep A № 764 «onderlinge duels» 18:00 uur | Islambek Kuat 90+5' |       | 33' Georginio Wijnaldum 55' Wesley Sneijder | Astana Arena, Astana Toeschouwers: 20.716 Scheidsrechter: Clément Turpin (FRA) |

|                                                                            |                                              |       |                                                                 |                                                                                     |
| 13 oktober Kwalificatie EK 2016 Groep A № 765 «onderlinge duels» 20:45 uur | Nederland                                    | 2 – 3 | Tsjechië                                                        | Amsterdam Arena, Amsterdam Toeschouwers: 48.000 Scheidsrechter: Damir Skomina (SLO) |
| 13 oktober Kwalificatie EK 2016 Groep A № 765 «onderlinge duels» 20:45 uur | Klaas-Jan Huntelaar 70' Robin van Persie 83' |       | 24' Pavel Kadeřábek 35' Josef Šural 66' (e.d.) Robin van Persie | Amsterdam Arena, Amsterdam Toeschouwers: 48.000 Scheidsrechter: Damir Skomina (SLO) |

|                                                                  |                                |       |                                    |                                                                                         |
| 13 november Vriendschappelijk № 766 «onderlinge duels» 20:45 uur | Wales                          | 2 – 3 | Nederland                          | Cardiff City Stadium, Cardiff Toeschouwers: 25.669 Scheidsrechter: Benoît Bastien (FRA) |
| 13 november Vriendschappelijk № 766 «onderlinge duels» 20:45 uur | Joe Ledley 45+3' Emyr Huws 70' |       | 32' Bas Dost 55', 81' Arjen Robben | Cardiff City Stadium, Cardiff Toeschouwers: 25.669 Scheidsrechter: Benoît Bastien (FRA) |

|                                                                |           |          |           |                     |
| 17 november Vriendschappelijk № - «onderlinge duels» 20:45 uur | Duitsland | Afgelast | Nederland | HDI-Arena, Hannover |
| 17 november Vriendschappelijk № - «onderlinge duels» 20:45 uur |           |          |           | HDI-Arena, Hannover |

### 2016
|                                                               |                                      |       |                                                            |                                                                                    |
| 25 maart Vriendschappelijk № 767 «onderlinge duels» 20:45 uur | Nederland                            | 2 – 3 | Frankrijk                                                  | Amsterdam Arena, Amsterdam Toeschouwers: 48.000 Scheidsrechter: Felix Zwayer (GER) |
| 25 maart Vriendschappelijk № 767 «onderlinge duels» 20:45 uur | Luuk de Jong 47' Ibrahim Afellay 86' |       | 6' Antoine Griezmann 13' Olivier Giroud 88' Blaise Matuidi | Amsterdam Arena, Amsterdam Toeschouwers: 48.000 Scheidsrechter: Felix Zwayer (GER) |

|                                                               |                 |       |                                                 |                                                                                        |
| 29 maart Vriendschappelijk № 768 «onderlinge duels» 21:00 uur | Engeland        | 1 – 2 | Nederland                                       | Wembley Stadium, Londen Toeschouwers: 82.831 Scheidsrechter: Antonio Mateu Lahoz (ESP) |
| 29 maart Vriendschappelijk № 768 «onderlinge duels» 21:00 uur | Jamie Vardy 40' |       | 50' (pen.) Vincent Janssen 76' Luciano Narsingh | Wembley Stadium, Londen Toeschouwers: 82.831 Scheidsrechter: Antonio Mateu Lahoz (ESP) |

|                                                             |                |       |                  |                                                                                   |
| 27 mei Vriendschappelijk № 769 «onderlinge duels» 20:30 uur | Ierland        | 1 – 1 | Nederland        | Avivastadion, Dublin Toeschouwers: 42.438 Scheidsrechter: Artur Soares Dias (POR) |
| 27 mei Vriendschappelijk № 769 «onderlinge duels» 20:30 uur | Shane Long 30' |       | 85' Luuk de Jong | Avivastadion, Dublin Toeschouwers: 42.438 Scheidsrechter: Artur Soares Dias (POR) |

|                                                             |                       |       |                                             |                                                                                    |
| 1 juni Vriendschappelijk № 770 «onderlinge duels» 20:45 uur | Polen                 | 1 – 2 | Nederland                                   | Stadion Energa, Gdańsk Toeschouwers: 42.068 Scheidsrechter: Miroslav Zelinka (CZE) |
| 1 juni Vriendschappelijk № 770 «onderlinge duels» 20:45 uur | Artur Jędrzejczyk 60' |       | 33' Vincent Janssen 76' Georginio Wijnaldum | Stadion Energa, Gdańsk Toeschouwers: 42.068 Scheidsrechter: Miroslav Zelinka (CZE) |

|                                                             |            |                                            |           |                                                                                                |
| 4 juni Vriendschappelijk № 771 «onderlinge duels» 20:30 uur | Oostenrijk | 0 – 2                                      | Nederland | Ernst Happelstadion, Wenen Toeschouwers: 48.000 Scheidsrechter: Alberto Undiano Mallenco (ESP) |
| 4 juni Vriendschappelijk № 771 «onderlinge duels» 20:30 uur |            | 9' Vincent Janssen 66' Georginio Wijnaldum |           | Ernst Happelstadion, Wenen Toeschouwers: 48.000 Scheidsrechter: Alberto Undiano Mallenco (ESP) |

|                                                                  |                         |       |                                                   |                                                                                     |
| 1 september Vriendschappelijk № 772 «onderlinge duels» 20:30 uur | Nederland               | 1 – 2 | Griekenland                                       | Philips Stadion, Eindhoven Toeschouwers: 36.128 Scheidsrechter: Mete Kalkavan (TUR) |
| 1 september Vriendschappelijk № 772 «onderlinge duels» 20:30 uur | Georginio Wijnaldum 14' |       | 29' Konstantinos Mitroglou 74' Giannis Gianniotas | Philips Stadion, Eindhoven Toeschouwers: 36.128 Scheidsrechter: Mete Kalkavan (TUR) |

|                                                                             |                 |       |                     |                                                                                |
| 6 september Kwalificatie WK 2018 Groep A № 773 «onderlinge duels» 20:45 uur | Zweden          | 1 – 1 | Nederland           | Friends Arena, Solna Toeschouwers: 36.128 Scheidsrechter: Daniele Orsato (ITA) |
| 6 september Kwalificatie WK 2018 Groep A № 773 «onderlinge duels» 20:45 uur | Marcus Berg 43' |       | 67' Wesley Sneijder | Friends Arena, Solna Toeschouwers: 36.128 Scheidsrechter: Daniele Orsato (ITA) |

|                                                                           |                                                              |       |                   |                                                                                        |
| 7 oktober Kwalificatie WK 2018 Groep A № 774 «onderlinge duels» 20:45 uur | Nederland                                                    | 4 – 1 | Wit-Rusland       | Stadion Feijenoord, Rotterdam Toeschouwers: 41.200 Scheidsrechter: Craig Thomson (SCO) |
| 7 oktober Kwalificatie WK 2018 Groep A № 774 «onderlinge duels» 20:45 uur | Quincy Promes 15', 31' Davy Klaassen 55' Vincent Janssen 64' |       | 47' Alyaksey Rios | Stadion Feijenoord, Rotterdam Toeschouwers: 41.200 Scheidsrechter: Craig Thomson (SCO) |

|                                                                            |           |                |           |                                                                                     |
| 10 oktober Kwalificatie WK 2018 Groep A № 775 «onderlinge duels» 20:45 uur | Nederland | 0 – 1          | Frankrijk | Amsterdam Arena, Amsterdam Toeschouwers: 50.220 Scheidsrechter: Damir Skomina (SLO) |
| 10 oktober Kwalificatie WK 2018 Groep A № 775 «onderlinge duels» 20:45 uur |           | 30' Paul Pogba |           | Amsterdam Arena, Amsterdam Toeschouwers: 50.220 Scheidsrechter: Damir Skomina (SLO) |

|                                                                 |                          |       |                      |                                                                                        |
| 9 november Vriendschappelijk № 776 «onderlinge duels» 20:45 uur | Nederland                | 1 – 1 | België               | Amsterdam Arena, Amsterdam Toeschouwers: 37.500 Scheidsrechter: Szymon Marciniak (POL) |
| 9 november Vriendschappelijk № 776 «onderlinge duels» 20:45 uur | Davy Klaassen 38' (pen.) |       | 82' Yannick Carrasco | Amsterdam Arena, Amsterdam Toeschouwers: 37.500 Scheidsrechter: Szymon Marciniak (POL) |

|                                                                             |                          |       |                                         |                                                                                         |
| 13 november Kwalificatie WK 2018 Groep A № 777 «onderlinge duels» 20:45 uur | Luxemburg                | 1 – 3 | Nederland                               | Stade Josy Barthel, Luxembourg Toeschouwers: 8.000 Scheidsrechter: Anthony Taylor (ENG) |
| 13 november Kwalificatie WK 2018 Groep A № 777 «onderlinge duels» 20:45 uur | Maxime Chanot 44' (pen.) |       | 36' Arjen Robben 58', 84' Memphis Depay | Stade Josy Barthel, Luxembourg Toeschouwers: 8.000 Scheidsrechter: Anthony Taylor (ENG) |

### 2017
|                                                                          |                    |       |           |                                                                                                 |
| 25 maart Kwalificatie WK 2018 Groep A № 778 «onderlinge duels» 20:45 uur | Bulgarije          | 2 – 0 | Nederland | Vasil Levski Nationaal Stadion, Sofia Toeschouwers: 13.000 Scheidsrechter: William Collum (SCO) |
| 25 maart Kwalificatie WK 2018 Groep A № 778 «onderlinge duels» 20:45 uur | Spas Delev 5', 20' |       |           | Vasil Levski Nationaal Stadion, Sofia Toeschouwers: 13.000 Scheidsrechter: William Collum (SCO) |

|                                                               |                              |       |                                               |                                                                                      |
| 28 maart Vriendschappelijk № 779 «onderlinge duels» 20:45 uur | Nederland                    | 1 – 2 | Italië                                        | Amsterdam Arena, Amsterdam Toeschouwers: 46.228 Scheidsrechter: Jonas Eriksson (SWE) |
| 28 maart Vriendschappelijk № 779 «onderlinge duels» 20:45 uur | Alessio Romagnoli 10' (e.d.) |       | 11' Éder Citadin Martins 32' Leonardo Bonucci | Amsterdam Arena, Amsterdam Toeschouwers: 46.228 Scheidsrechter: Jonas Eriksson (SWE) |

|                                                             |                     |       |                                       |                                                                                |
| 31 mei Vriendschappelijk № 780 «onderlinge duels» 20:45 uur | Marokko             | 1 – 2 | Nederland                             | Stade Adrar, Agadir Toeschouwers: 25.000 Scheidsrechter: Mahamadou Keita (MLI) |
| 31 mei Vriendschappelijk № 780 «onderlinge duels» 20:45 uur | Mbark Boussoufa 72' |       | 22' Quincy Promes 68' Vincent Janssen | Stade Adrar, Agadir Toeschouwers: 25.000 Scheidsrechter: Mahamadou Keita (MLI) |

|                                                             |                                                                                     |       |           |                                                                                         |
| 4 juni Vriendschappelijk № 781 «onderlinge duels» 20:45 uur | Nederland                                                                           | 5 – 0 | Ivoorkust | Stadion Feijenoord, Rotterdam Toeschouwers: 33.500 Scheidsrechter: Harald Lechner (AUT) |
| 4 juni Vriendschappelijk № 781 «onderlinge duels» 20:45 uur | Joël Veltman 13', 36' Arjen Robben 32' (pen.) Davy Klaassen 69' Vincent Janssen 75' |       |           | Stadion Feijenoord, Rotterdam Toeschouwers: 33.500 Scheidsrechter: Harald Lechner (AUT) |

|                                                                        | |       |           |                                                                                             |
| 9 juni Kwalificatie WK 2018 Groep A № 782 «onderlinge duels» 20:45 uur | Nederland                                                                                                 | 5 – 0 | Luxemburg | Stadion Feijenoord, Rotterdam Toeschouwers: 41.300 Scheidsrechter: Bartosz Frankowski (POL) |
| 9 juni Kwalificatie WK 2018 Groep A № 782 «onderlinge duels» 20:45 uur | Arjen Robben 21' Wesley Sneijder 34' Georginio Wijnaldum 62' Quincy Promes 70' Vincent Janssen 84' (pen.) |       |           | Stadion Feijenoord, Rotterdam Toeschouwers: 41.300 Scheidsrechter: Bartosz Frankowski (POL) |

|                                                                             |                                                                 |       |           |                                                                                         |
| 31 augustus Kwalificatie WK 2018 Groep A № 783 «onderlinge duels» 20:45 uur | Frankrijk                                                       | 4 – 0 | Nederland | Stade de France, Saint-Denis Toeschouwers: 80.000 Scheidsrechter: Gianluca Rocchi (ITA) |
| 31 augustus Kwalificatie WK 2018 Groep A № 783 «onderlinge duels» 20:45 uur | Antoine Griezmann 14' Thomas Lemar 73', 88' Kylian Mbappé 90+1' |       |           | Stade de France, Saint-Denis Toeschouwers: 80.000 Scheidsrechter: Gianluca Rocchi (ITA) |

|                                                                             |                                       |       |                       |                                                                                               |
| 3 september Kwalificatie WK 2018 Groep A № 784 «onderlinge duels» 20:45 uur | Nederland                             | 3 – 1 | Bulgarije             | Amsterdam Arena, Amsterdam Toeschouwers: 47.079 Scheidsrechter: Anastasios Sidiropoulos (GRE) |
| 3 september Kwalificatie WK 2018 Groep A № 784 «onderlinge duels» 20:45 uur | Davy Pröpper 7', 80' Arjen Robben 67' |       | 69' Georgi Kostadinov | Amsterdam Arena, Amsterdam Toeschouwers: 47.079 Scheidsrechter: Anastasios Sidiropoulos (GRE) |

|                                                                           |                    |       |                                                              |                                                                                 |
| 7 oktober Kwalificatie WK 2018 Groep A № 785 «onderlinge duels» 20:45 uur | Wit-Rusland        | 1 – 3 | Nederland                                                    | Barysaw Arena, Barysaw Toeschouwers: 8.500 Scheidsrechter: Michael Oliver (ENG) |
| 7 oktober Kwalificatie WK 2018 Groep A № 785 «onderlinge duels» 20:45 uur | Maksim Volodko 55' |       | 24' Davy Pröpper 84' (pen.) Arjen Robben 90+3' Memphis Depay | Barysaw Arena, Barysaw Toeschouwers: 8.500 Scheidsrechter: Michael Oliver (ENG) |

|                                                                            |                              |       |        |                                                                                       |
| 10 oktober Kwalificatie WK 2018 Groep A № 786 «onderlinge duels» 20:45 uur | Nederland                    | 2 – 0 | Zweden | Amsterdam Arena, Amsterdam Toeschouwers: 41.244 Scheidsrechter: Sergej Karasjov (RUS) |
| 10 oktober Kwalificatie WK 2018 Groep A № 786 «onderlinge duels» 20:45 uur | Arjen Robben 16' (pen.), 40' |       |        | Amsterdam Arena, Amsterdam Toeschouwers: 41.244 Scheidsrechter: Sergej Karasjov (RUS) |

|                                                                 |           |                   |           |                                                                                     |
| 9 november Vriendschappelijk № 787 «onderlinge duels» 20:45 uur | Schotland | 0 – 1             | Nederland | Pittodrie Stadium, Aberdeen Toeschouwers: 17.883 Scheidsrechter: Ruddy Buquet (FRA) |
| 9 november Vriendschappelijk № 787 «onderlinge duels» 20:45 uur |           | 40' Memphis Depay |           | Pittodrie Stadium, Aberdeen Toeschouwers: 17.883 Scheidsrechter: Ruddy Buquet (FRA) |

|                                                                  |          |                                                   |           |                                                                                           |
| 14 november Vriendschappelijk № 788 «onderlinge duels» 20:00 uur | Roemenië | 0 – 3                                             | Nederland | Arena Națională, Boekarest Toeschouwers: 25.000 Scheidsrechter: Christos Nicolaides (CYP) |
| 14 november Vriendschappelijk № 788 «onderlinge duels» 20:00 uur |          | 47' Memphis Depay 56' Ryan Babel 81' Luuk de Jong |           | Arena Națională, Boekarest Toeschouwers: 25.000 Scheidsrechter: Christos Nicolaides (CYP) |

### 2018
|                                                               |           |                   |          |                                                                                         |
| 23 maart Vriendschappelijk № 789 «onderlinge duels» 20:45 uur | Nederland | 0 – 1             | Engeland | Amsterdam Arena, Amsterdam Toeschouwers: 51.500 Scheidsrechter: Jesús Gil Manzano (ESP) |
| 23 maart Vriendschappelijk № 789 «onderlinge duels» 20:45 uur |           | 59' Jesse Lingard |          | Amsterdam Arena, Amsterdam Toeschouwers: 51.500 Scheidsrechter: Jesús Gil Manzano (ESP) |

|                                                               |          |                                                        |           |                                                                                 |
| 26 maart Vriendschappelijk № 790 «onderlinge duels» 20:30 uur | Portugal | 0 – 3                                                  | Nederland | Stade de Genève, Genève Toeschouwers: 20.000 Scheidsrechter: Ruddy Buquet (FRA) |
| 26 maart Vriendschappelijk № 790 «onderlinge duels» 20:30 uur |          | 11' Memphis Depay 32' Ryan Babel 45+2' Virgil van Dijk |           | Stade de Genève, Genève Toeschouwers: 20.000 Scheidsrechter: Ruddy Buquet (FRA) |

|                                                             |               |       |                   |                                                                                                   |
| 31 mei Vriendschappelijk № 791 «onderlinge duels» 20:45 uur | Slowakije     | 1 – 1 | Nederland         | Štadión Antona Malatinského, Trnava Toeschouwers: 15.432 Scheidsrechter: Bartosz Frankowski (POL) |
| 31 mei Vriendschappelijk № 791 «onderlinge duels» 20:45 uur | Adam Nemec 8' |       | 59' Quincy Promes | Štadión Antona Malatinského, Trnava Toeschouwers: 15.432 Scheidsrechter: Bartosz Frankowski (POL) |

|                                                             |                 |       |                |                                                                                         |
| 4 juni Vriendschappelijk № 792 «onderlinge duels» 20:45 uur | Italië          | 1 – 1 | Nederland      | Allianz Stadium, Turijn Toeschouwers: 20.000 Scheidsrechter: Vladislav Bezborodov (RUS) |
| 4 juni Vriendschappelijk № 792 «onderlinge duels» 20:45 uur | Simone Zaza 69' |       | 88' Nathan Aké | Allianz Stadium, Turijn Toeschouwers: 20.000 Scheidsrechter: Vladislav Bezborodov (RUS) |

|                                                                  |                        |       |                  |                                                                                          |
| 6 september Vriendschappelijk № 793 «onderlinge duels» 20:45 uur | Nederland              | 2 – 1 | Peru             | Johan Cruijff ArenA, Amsterdam Toeschouwers: 40.172 Scheidsrechter: Tobias Stieler (GER) |
| 6 september Vriendschappelijk № 793 «onderlinge duels» 20:45 uur | Memphis Depay 60', 83' |       | 13' Pedro Aquino | Johan Cruijff ArenA, Amsterdam Toeschouwers: 40.172 Scheidsrechter: Tobias Stieler (GER) |

|                                                                                      |                                      |       |                |                                                                                                  |
| 9 september UEFA Nations League 2018/19 Divisie A № 794 «onderlinge duels» 20:45 uur | Frankrijk                            | 2 – 1 | Nederland      | Stade de France, Saint-Denis Toeschouwers: 76.452 Scheidsrechter: Alberto Undiano Mallenco (ESP) |
| 9 september UEFA Nations League 2018/19 Divisie A № 794 «onderlinge duels» 20:45 uur | Kylian Mbappé 14' Olivier Giroud 75' |       | 67' Ryan Babel | Stade de France, Saint-Denis Toeschouwers: 76.452 Scheidsrechter: Alberto Undiano Mallenco (ESP) |

|                                                                           |                                                                 |       |           |                                                                                        |
| 13 oktober UEFA Nations League 2018/19 № 795 «onderlinge duels» 20:45 uur | Nederland                                                       | 3 – 0 | Duitsland | Johan Cruijff ArenA, Amsterdam Toeschouwers: 52.536 Scheidsrechter: Cüneyt Çakır (TUR) |
| 13 oktober UEFA Nations League 2018/19 № 795 «onderlinge duels» 20:45 uur | Virgil van Dijk 30' Memphis Depay 86' Georginio Wijnaldum 90+3' |       |           | Johan Cruijff ArenA, Amsterdam Toeschouwers: 52.536 Scheidsrechter: Cüneyt Çakır (TUR) |

|                                                                 |                  |       |                    |                                                                                               |
| 16 oktober Vriendschappelijk № 796 «onderlinge duels» 20:45 uur | België           | 1 – 1 | Nederland          | Koning Boudewijnstadion, Brussel Toeschouwers: 34.747 Scheidsrechter: Artur Soares Dias (POR) |
| 16 oktober Vriendschappelijk № 796 «onderlinge duels» 20:45 uur | Dries Mertens 5' |       | 27' Arnaut Danjuma | Koning Boudewijnstadion, Brussel Toeschouwers: 34.747 Scheidsrechter: Artur Soares Dias (POR) |

|                                                                            |                                                    |       |           |                                                                                         |
| 16 november UEFA Nations League 2018/19 № 797 «onderlinge duels» 20:45 uur | Nederland                                          | 2 – 0 | Frankrijk | Stadion Feijenoord, Rotterdam Toeschouwers: 51.117 Scheidsrechter: Anthony Taylor (ENG) |
| 16 november UEFA Nations League 2018/19 № 797 «onderlinge duels» 20:45 uur | Georginio Wijnaldum 44' Memphis Depay 90+6' (pen.) |       |           | Stadion Feijenoord, Rotterdam Toeschouwers: 51.117 Scheidsrechter: Anthony Taylor (ENG) |

|                                                                            |                               |       |                                       |                                                                                        |
| 19 november UEFA Nations League 2018/19 № 798 «onderlinge duels» 20:45 uur | Duitsland                     | 2 – 2 | Nederland                             | Veltins-Arena, Gelsenkirchen Toeschouwers: 42.186 Scheidsrechter: Ovidiu Haţegan (ROM) |
| 19 november UEFA Nations League 2018/19 № 798 «onderlinge duels» 20:45 uur | Timo Werner 9' Leroy Sané 19' |       | 85' Quincy Promes 90' Virgil van Dijk | Veltins-Arena, Gelsenkirchen Toeschouwers: 42.186 Scheidsrechter: Ovidiu Haţegan (ROM) |

### 2019
|                                                                          |                                                                          |       |             |                                                                                       |
| 21 maart Kwalificatie EK 2020 Groep C № 799 «onderlinge duels» 20:45 uur | Nederland                                                                | 4 – 0 | Wit-Rusland | Stadion Feijenoord, Rotterdam Toeschouwers: 38.604 Scheidsrechter: Davide Massa (ITA) |
| 21 maart Kwalificatie EK 2020 Groep C № 799 «onderlinge duels» 20:45 uur | Memphis Depay 1', 55' (pen.) Georginio Wijnaldum 21' Virgil van Dijk 86' |       |             | Stadion Feijenoord, Rotterdam Toeschouwers: 38.604 Scheidsrechter: Davide Massa (ITA) |

|                                                                          |                                        |       |                                                 |                                                                                             |
| 24 maart Kwalificatie EK 2020 Groep C № 800 «onderlinge duels» 20:45 uur | Nederland                              | 2 – 3 | Duitsland                                       | Johan Cruijff ArenA, Amsterdam Toeschouwers: 51.694 Scheidsrechter: Jesús Gil Manzano (ESP) |
| 24 maart Kwalificatie EK 2020 Groep C № 800 «onderlinge duels» 20:45 uur | Matthijs de Ligt 48' Memphis Depay 63' |       | 15' Leroy Sané 34' Serge Gnabry 89' Nico Schulz | Johan Cruijff ArenA, Amsterdam Toeschouwers: 51.694 Scheidsrechter: Jesús Gil Manzano (ESP) |

|                                                                                    |                                                                |              |                            |                                                                                                  |
| 6 juni UEFA Nations League 2018/19 Halve finale № 801 «onderlinge duels» 20:45 uur | Nederland                                                      | 3 – 1 (n.v.) | Engeland                   | Estádio D. Afonso Henriques, Guimarães Toeschouwers: 25.711 Scheidsrechter: Clément Turpin (FRA) |
| 6 juni UEFA Nations League 2018/19 Halve finale № 801 «onderlinge duels» 20:45 uur | Matthijs de Ligt 73' Kyle Walker 97' (e.d.) Quincy Promes 114' |              | 32' (pen.) Marcus Rashford | Estádio D. Afonso Henriques, Guimarães Toeschouwers: 25.711 Scheidsrechter: Clément Turpin (FRA) |

|                                                                              |                    |       |           |                                                                                              |
| 9 juni UEFA Nations League 2018/19 Finale № 802 «onderlinge duels» 20:45 uur | Portugal           | 1 – 0 | Nederland | Estádio do Dragão, Porto Toeschouwers: 43.199 Scheidsrechter: Alberto Undiano Mallenco (ESP) |
| 9 juni UEFA Nations League 2018/19 Finale № 802 «onderlinge duels» 20:45 uur | Gonçalo Guedes 60' |       |           | Estádio do Dragão, Porto Toeschouwers: 43.199 Scheidsrechter: Alberto Undiano Mallenco (ESP) |

|                                                                             |                                       |       |                                                                                        |                                                                                        |
| 6 september Kwalificatie EK 2020 Groep C № 803 «onderlinge duels» 20:45 uur | Duitsland                             | 2 – 4 | Nederland                                                                              | Volksparkstadion, Hamburg Toeschouwers: 51.299 Scheidsrechter: Artur Soares Dias (POR) |
| 6 september Kwalificatie EK 2020 Groep C № 803 «onderlinge duels» 20:45 uur | Serge Gnabry 9' Toni Kroos 73' (pen.) |       | 59' Frenkie de Jong 66' (e.d.) Jonathan Tah 79' Donyell Malen 90+1' Georgino Wijnaldum | Volksparkstadion, Hamburg Toeschouwers: 51.299 Scheidsrechter: Artur Soares Dias (POR) |

|                                                                             |         |                                                               |           |                                                                                   |
| 9 september Kwalificatie EK 2020 Groep C № 804 «onderlinge duels» 20:45 uur | Estland | 0 – 4                                                         | Nederland | A. Le Coq Arena, Tallinn Toeschouwers: 11.006 Scheidsrechter: Sergiej Bojko (UKR) |
| 9 september Kwalificatie EK 2020 Groep C № 804 «onderlinge duels» 20:45 uur |         | 17', 47' Ryan Babel 76' Memphis Depay 87' Georginio Wijnaldum |           | A. Le Coq Arena, Tallinn Toeschouwers: 11.006 Scheidsrechter: Sergiej Bojko (UKR) |

|                                                                            |                                             |       |                   |                                                                                         |
| 10 oktober Kwalificatie EK 2020 Groep C № 805 «onderlinge duels» 20:45 uur | Nederland                                   | 3 – 1 | Noord-Ierland     | Stadion Feijenoord, Rotterdam Toeschouwers: 41.348 Scheidsrechter: Benoît Bastien (FRA) |
| 10 oktober Kwalificatie EK 2020 Groep C № 805 «onderlinge duels» 20:45 uur | Memphis Depay 81', 90+4' Luuk de Jong 90+1' |       | 75' Josh Magennis | Stadion Feijenoord, Rotterdam Toeschouwers: 41.348 Scheidsrechter: Benoît Bastien (FRA) |

|                                                                            |                       |       |                              |                                                                                           |
| 13 oktober Kwalificatie EK 2020 Groep C № 806 «onderlinge duels» 18:00 uur | Wit-Rusland           | 1 – 2 | Nederland                    | Barysaw Arena, Barysaw Toeschouwers: 21.639 Scheidsrechter: Anastasios Sidiropoulos (GRE) |
| 13 oktober Kwalificatie EK 2020 Groep C № 806 «onderlinge duels» 18:00 uur | Stanislaw Drahoen 54' |       | 32', 41' Georginio Wijnaldum | Barysaw Arena, Barysaw Toeschouwers: 21.639 Scheidsrechter: Anastasios Sidiropoulos (GRE) |

|                                                                             |               |       |           |                                                                                   |
| 16 november Kwalificatie EK 2020 Groep C № 807 «onderlinge duels» 20:45 uur | Noord-Ierland | 0 – 0 | Nederland | Windsor Park, Belfast Toeschouwers: 18.404 Scheidsrechter: Szymon Marciniak (POL) |
| 16 november Kwalificatie EK 2020 Groep C № 807 «onderlinge duels» 20:45 uur |               |       |           | Windsor Park, Belfast Toeschouwers: 18.404 Scheidsrechter: Szymon Marciniak (POL) |

|                                                                             |                                                                 |       |         |                                                                                        |
| 19 november Kwalificatie EK 2020 Groep C № 808 «onderlinge duels» 20:45 uur | Nederland                                                       | 5 – 0 | Estland | Johan Cruijff ArenA, Amsterdam Toeschouwers: 50.386 Scheidsrechter: Davide Massa (ITA) |
| 19 november Kwalificatie EK 2020 Groep C № 808 «onderlinge duels» 20:45 uur | Georginio Wijnaldum 6', 66', 74' Nathan Aké 19' Myron Boadu 87' |       |         | Johan Cruijff ArenA, Amsterdam Toeschouwers: 50.386 Scheidsrechter: Davide Massa (ITA) |

KNVB ·
A-internationals ·
Bondscoaches (m) ·
Topscorers ·
Nederlands vrouwenelftal ·
Bondscoaches (v) ·
Nederland B ·
Olympisch elftal ·
Jong Oranje ·
Nederland –20 ·
Nederland –19 ·
Nederland –18 ·
Nederland –17 ·
Nederland –16 ·
Nederland –15 ·
Nederlands amateurelftal ·
Nederlands zaterdagelftal ·
Jong OranjeLeeuwinnen ·
Vrouwen –20 ·
Vrouwen –19 ·
Vrouwen –18 ·
Vrouwen –17 ·
Vrouwen –16 ·
Vrouwen –15 ·
Militair mannenelftal ·
Militair vrouwenelftal ·
Strandteam ·
Vrouwen Strandteam ·
Futsalteam ·
Vrouwen Futsalteam

EK-wedstrijden ·
WK-wedstrijden ·
Resultaten kwalificaties en eindronden ·
Nederland B-wedstrijden ·
Officieuze wedstrijden ·
EK-wedstrijden vrouwen ·
WK-wedstrijden vrouwen ·
Resultaten vrouwen kwalificaties en eindronden
1905 – 1919 ·
1920 – 1929 ·
1930 – 1939 ·
1940 – 1949 ·
1950 – 1959 ·
1960 – 1969 ·
1970 – 1979 ·
1980 – 1989 ·
1990 – 1999 ·
2000 – 2009 ·
2010 – 2019 ·
2020 – 2029
2015 ·
2016 ·
2017 ·
2018 ·
2019 ·
2020 ·
2021 · 
2022
EK's: 1976 · 
1980 · 
1988 · 
1992 · 
1996 · 
2000 · 
2004 · 
2008 · 
2012 · 
2020 · 
2024
WK's: 1934 · 
1938 · 
1974 · 
1978 · 
1990 · 
1994 · 
1998 · 
2006 · 
2010 · 
2014 · 
2022
OS: 1908 ·
1912 ·
1920 ·
1924 ·
1928 ·
1948 ·
1952 ·
2008
Albanië ·
Andorra ·
Argentinië ·
Armenië ·
Australië ·
België ·
Bosnië en Herzegovina ·
Brazilië ·
Bulgarije ·
Canada ·
Chili ·
China ·
Colombia ·
Costa Rica ·
Curaçao ·
Cyprus ·
DDR ·
Denemarken ·
Duitsland ·
Ecuador ·
Egypte ·
Engeland ·
Estland ·
Faeröer ·
Finland ·
Frankrijk ·
GOS · 
Georgië ·
Ghana ·
Gibraltar ·
Griekenland ·
Hongarije ·
Ierland ·
IJsland ·
Indonesië ·
Iran ·
Israël ·
Italië ·
Ivoorkust ·
Japan ·
Joegoslavië ·
Kameroen ·
Kazachstan ·
Kroatië ·
Letland ·
Liechtenstein ·
Luxemburg ·
Malta ·
Marokko ·
Mexico ·
Moldavië ·
Montenegro ·
Nederlandse Antillen ·
Nigeria ·
Noord-Ierland ·
Noord-Macedonië ·
Noorwegen ·
Oekraïne ·
Oostenrijk ·
Paraguay ·
Peru ·
Polen ·
Portugal ·
Qatar ·
Roemenië ·
Rusland ·
Saarland ·
San Marino ·
Saoedi-Arabië ·
Schotland ·
Senegal ·
Servië en Montenegro ·
Slovenië ·
Slowakije ·
Sovjet-Unie ·
Spanje ·
Suriname ·
Thailand ·
Tsjechië ·
Tsjecho-Slowakije ·
Tunesië ·
Turkije ·
Uruguay ·
Verenigd Koninkrijk ·
Verenigde Staten ·
Wales ·
Wit-Rusland ·
Zuid-Afrika ·
Zuid-Korea ·
Zweden ·
Zwitserland
Argentinië (1978) ·
Argentinië (2006) ·
Argentinië (2014) ·
Argentinië (2022) ·
Australië (2014) ·
Brazilië (2014) ·
Chili (2014) · 
Costa Rica (2014) ·
Denemarken (2010) ·
Denemarken (2012) ·
Duitsland (2012) · 
Ecuador (2022) · 
Frankrijk (2008) ·
Italië (2008) ·
Ivoorkust (2006) ·
Japan (2010) ·
Kameroen (2010) ·
Mexico (2014) · 
Noord-Macedonië (2021) · 
Oekraïne (2021) · 
Oostenrijk (2021) · 
Portugal (2006) ·
Portugal (2012) ·
Portugal (2019) ·
Qatar (2022) ·
Roemenië (2008) ·
Rusland (2008) ·
San Marino (2011) ·
Senegal (2022) ·
Servië en Montenegro (2006) ·
Sovjet-Unie (1988) ·
Spanje (2010) ·
Spanje (2014) ·
Tsjechië (2021) · 
Uruguay (2010) ·
Verenigde Staten (2022) · 
West-Duitsland (1974)
AFC-zone: Afghanistan · Australië · Bahrein · Bangladesh · Bhutan · Brunei · Cambodja · China · Chinees Taipei · Filipijnen · Guam · Hongkong · India · Indonesië · Iran · Irak · Japan · Jemen · Jordanië · Koeweit · Kirgizië · Laos · Libanon · Macau · Maleisië · Maldiven · Mongolië · Myanmar · Nepal · Noord-Korea · Oezbekistan · Oman · Oost-Timor · Pakistan · Palestina · Qatar · Saoedi-Arabië · Singapore · Sri Lanka · Syrië · Tadjikistan · Thailand · Turkmenistan · Verenigde Arabische Emiraten · Vietnam · Zuid-Korea

CAF-zone: Algerije · Angola · Benin · Botswana · Burkina Faso · Burundi · Centraal-Afrikaanse Republiek · Comoren · Congo-Brazzaville · Congo-Kinshasa · Djibouti · Egypte · Equatoriaal-Guinea · Eritrea · Ethiopië · Gabon · Gambia · Ghana · Guinee · Guinee-Bissau · Ivoorkust · Kaapverdië · Kameroen · Kenia · Lesotho · Liberia · Libië · Madagaskar · Malawi · Mali · Mauritanië · Mauritius · Marokko · Mozambique · Namibië · Niger · Nigeria · Oeganda · Rwanda · Sao Tomé en Principe · Senegal · Seychellen · Sierra Leone · Soedan · Somalië · Swaziland · Tanzania · Togo · Tsjaad · Tunesië · Zambia · Zimbabwe · Zuid-Afrika · Zuid-Soedan 

CONCACAF-zone: Amerikaanse Maagdeneilanden · Anguilla · Antigua en Barbuda · Aruba · Bahama's · Barbados · Belize · Bermuda · Britse Maagdeneilanden · Canada · Kaaimaneilanden · Costa Rica · Cuba · Curaçao · Dominica · Dominicaanse Republiek · El Salvador · Frans Guyana · Grenada · Guadeloupe · Guatemala · Guyana · Haïti · Honduras · Jamaica · Martinique · Mexico · Montserrat · 
Nicaragua · Panama · Puerto Rico · Saint Kitts en Nevis · Saint Lucia · Saint Vincent en de Grenadines · Sint Maarten · Suriname · Trinidad en Tobago · Turks- en Caicoseilanden · Verenigde Staten

CONMEBOL-zone: Argentinië · Bolivia · Brazilië · Chili · Colombia · Ecuador · Paraguay · Peru · Uruguay · Venezuela

OFC-zone: Amerikaans-Samoa · Cookeilanden · Fiji · Nieuw-Caledonië · Nieuw-Zeeland · Papoea-Nieuw-Guinea · Samoa · Salomoneilanden · Tahiti · Tonga · Vanuatu

UEFA-zone: Albanië · Andorra · Armenië · Azerbeidzjan · België · Bosnië en Herzegovina · Bulgarije · Cyprus · Denemarken · Duitsland · Engeland · Estland · Faeröer · Finland · Frankrijk · Georgië · Gibraltar · Griekenland · Hongarije · IJsland · Ierland · Israël · Italië · Kazachstan · Kosovo · Kroatië · Letland · Liechtenstein · Litouwen · Luxemburg · Macedonië · Malta · Moldavië · Montenegro · Nederland · Noord-Ierland · Noorwegen · Oekraïne · Oostenrijk · Polen · Portugal · Roemenië · Rusland · San Marino · Schotland · Servië · Slovenië · Slowakije · Spanje · Tsjechië · Turkije · Wales · Wit-Rusland · Zweden · Zwitserland